# Xã Media, Quận Henderson, Illinois
Xã Media (tiếng Anh: Media Township) là một xã thuộc quận Henderson, tiểu bang Illinois, Hoa Kỳ. Năm 2010, dân số của xã này là 392 người.